# Vorstendom Hersfeld
Het vorstendom Hersfeld was een tot de Boven-Rijnse Kreits behorend vorstendom (tot 1648 rijksabdij) binnen het Heilige Roomse Rijk, gelegen bij wat nu Bad Hersfeld is in Hessen. Het wordt ook wel een Fürstabtei genoemd maar het heeft nooit een zetel op de Rijksdag gehad.

## Rijksabdij tot 1648
Na 769 stichtte aartsbisschop Lullus van Mainz de benedictijnerabdij Haireulsfelt. In 775 werd de abdij door een beschermingsprivilege van Karel de Grote rijksabdij.

rijksabdij Hersfeld

In de dertiende eeuw kon de abdij een klein territorium vormen, dat steeds bedreigd werd door de landgraven van Thüringen en na 1247 door hun opvolgers, de landgraven van Hessen. In 1432 stelde de abdij zich onder de bescherming van het landgraafschap Hessen tijdens een heftig conflict met de stad Hersfeld.
Van 1606 tot 1648 werd rijksabdij geadministreerd door leden van het Hessische vorstenhuis.

## De abdij als onderdeel van Hessen-Kassel
In 1648 werd Hersfeld geseculariseerd. In artikel 2 van artikel 15 van de vrede van Osnabrück van 1648 werd vastgelegd dat het huis Hessen-Kassel de abdij Hersfeld met alles wat er geestelijk wereldlijke zaken, zowel binnen als buiten het land (bijvoorbeeld de proosdij Gellingen) mocht houden. Hersfeld werd een rijksleen voor Hessen-Kassel. De landgraaf voerde sindsdien de titel vorst van Hersfeld.
Van 1807 tot 1813 maakte het keurvorstendom Hessen-Kassel en dus ook het 'vorstendom' Hersfeld deel uit van het koninkrijk Westfalen. Het Congres van Wenen in 1815 herstelde de oude situatie.

## Het gebied
- stad Hersfeld
- dekanaatsgerecht en ambt Hersfeld
- de ambten Niederaula, Obergeisa, Hauneck, Landeck en Frauensee
- het ambt of het Buchenauer leensgerecht Schildschlag
- de gerechten en voormalige proosdijen Johannisberg an der Haun en Petersberg
- voogdij Kreuzberg

## Regenten
- 1201-1213: Jan I
- 1213-1216: Hendrik II
- 1217-1239: Lodewijk I
- 1239-1252: Werner van Schweinsburg
- 1252-1263: Hendrik III van Erthal (abt van Fulda)
- 1264-1267: Hendrik IV
- 1270-1292: Hendrik V van Boineburg
- 1296-1300: Hendrik VI van Swinrode
- 1301-1302: Berthold van Elben
- 1303-1315: Simon I van Buchenau
- 1315-1316: Hendrik VII van Molsleben
- 1316-1320: Andreas van Gemmingen
- 1320-1325: Hendrik VIII van Romrod
- 1325-1343: Lodewijk II van Mansbach
- 1343-1366: Jan II van Elben
- 1367-1388: Berthold II van Völkershausen
- 1388-1398: Reinhard van Boineburg
- 1398-1417: Herman van Altenburg
- 1417-1438: Albert van Buchenau
- 1438-1452: Koenraad van Herzenrod
- 1452-1481: Lodewijk III Vizthum van Beringen
- 1481-1483: Damian Knoblauch
- 1483-1493: Willem van Völkershausen
- 1493-1513: Volpert Riedesel van Bellersheim
- 1513-1516: Hartman, burggraaf van Kirchberg (abt van Fulda)
- 1513-1516: Lodewijk IV van Hanstein
- 1516-1556: Kraft I Weles
- 1556-1571: Michael Landgraf
- 1571-1588: Lodewijk Landau
- 1588-1591: Kraft II Weissenbach
- 1591-1606: Joachim Ruhl
- 1606-1617: Otto van Hessen (administrator)
- 1617-1637: Willem van Hessen (administrator)
- 1637-1648: Leopold Willem van Oostenrijk (1626-1662: bisschop van Straatsburg en Passau; 1627-1648: bisschop van Halberstadt)